# Grundträsket (Arvidsjaurs socken, Lappland, 727085-163556)
Grundträsket är en sjö i Arvidsjaurs kommun i Lappland och ingår i Byskeälvens huvudavrinningsområde. Sjön har en area på 0,267 kvadratkilometer och ligger 503 meter över havet. Grundträsket ligger i Byskeälven Natura 2000-område.

## Delavrinningsområde
Grundträsket ingår i det delavrinningsområde (727132-164403) som SMHI kallar för Utloppet av Järtajaure. Medelhöjden är 499 meter över havet och ytan är 51,45 kvadratkilometer. Räknas de 4 avrinningsområdena uppströms in blir den ackumulerade arean 96,66 kvadratkilometer. Svärdälven som avvattnar avrinningsområdet har biflödesordning 2, vilket innebär att vattnet flödar genom totalt 2 vattendrag innan det når havet efter 177 kilometer. Avrinningsområdet består mestadels av skog (67 procent) och sankmarker (18 procent). Avrinningsområdet har 2,73 kvadratkilometer vattenytor vilket ger det en sjöprocent på 5,3 procent.